# Przedsiębiorca budowlany z Norwood
Przedsiębiorca budowlany z Norwood (ang. The Adventure of the Norwood Builder) – jedno z 56 opowiadań o Sherlocku Holmesie napisanych przez sir Arthura Conana Doyle’a, jest drugim z cyklu Powrót Sherlocka Holmesa. Po raz pierwszy zostało opublikowane w Collier’s Weekly (październik 1903 z rysunkami Frederica Dorr Steele) i w The Strand Magazine (listopad 1903 zilustrowane przez Sidneya Pageta). W postaci książkowej w tomie Powrót Sherlocka Holmesa w marcu 1905.
Polski przekład nosił także tytuł Złośliwy figiel.

## Fabuła

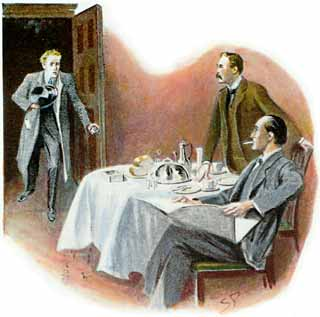
McFarlane odwiedza Holmesa i Watsona.

Sherlocka Holmesa i doktora Watsona odwiedza przerażony John Hector McFarlane, młody prawnik z Blackheath, oskarżony o morderstwo swojego klienta, budowlańca Jonasa Oldacre’a. McFarlane wyjaśnia Holmesowi, iż Oldacre przyszedł do niego dzień wcześniej z prośbą o nadanie legalnej formy jego testamentowi. McFarlane odkrywa z zaskoczeniem, że Oldacre przepisał mu cały swój majątek. McFarlane nie rozumiał dlaczego, mimo iż Oldacre wyjaśnił, że jego wcześniejszy związek z matką McFarlane’a daje mu pewność, że to on będzie jego najbardziej godnym zaufania spadkobiercą.
Sprawy zaprowadziły McFarlane’a do domu Oldacre’a w Norwood, gdzie miał sprawdzić kilka dokumentów. Były one trzymane w sejfie w pokoju, gdzie rzekomo miało miejsce morderstwo. McFarlane wyszedł dość późno, więc postanowił przenocować w lokalnej gospodzie. O morderstwie przeczytał w gazecie następnego ranka w pociągu. Była tam wyraźnie mowa, że policja szuka właśnie jego.
Dowody przeciwko młodemu McFarlane’owi są dosyć obciążające. W pokoju pana Oldacre’a znaleziono laskę prawnika ze śladami krwi, a ze stosu drzewa płonącego na podwórzu czuć było swąd palonego ciała. Wydaje się więcej niż prawdopodobne, że to McFarlane popełnił zbrodnię, zwłaszcza że jest wiadome, iż był tam w tamtym czasie.
Wydaje się, że to Inspektorowi Lestrade udaje się podążać właściwym tropem, w przeciwieństwie do Holmesa. Holmes zaczyna swoje śledztwo od podróży do Blackheath, co dziwi Lestrade’a, który spodziewał się, że tamten najpierw pojedzie do Norwood. Mimo że udaje mu się zdobyć kilka użytecznych informacji w obu miejscach, musi przyznać, że nadal brak wyjaśnienia, co się stało z Oldacrem ponad to, które oficjalnie wysunął Lestrade.
Holmes odkrywa, że matka McFarlane’a była kiedyś zaręczona z Oldacrem, lecz później nie chciała mieć z nim więcej do czynienia, gdy dowiedziała się jaki okrutny był w rzeczywistości – wpuścił kota do klatki z ptakami.
Po zbadaniu ręcznie napisanego testamentu, który Oldacre wręczył McFarlane’owi, Holmes stwierdza, że został on napisany przypadkowo, a piszący nie dbał do końca o to, co pisał. Zmienność pomiędzy pismem dbałym i nieczytelnym sugeruje Holmesowi, iż „testament” był pisany w pośpiechu i w pociągu, gdzie czytelnie pismo reprezentuje przystanki na stacjach, a rozmazane – zwrotnice. Wszystko, co Holmes może zaoferować to alternatywne ogólne teorie, przy czym Lestrade odpiera, że żaden z papierów nie został zabrany i że tylko McFarlane, jeśli Oldacre został zamordowany, nie miałby powodu, by papiery zabierać.
Okazuje się także, że operacje finansowe Oldacre’a są trochę dziwne. Niektóre czeki na pokaźne sumy, z nieznanych powodów, zostały ostatnio sporządzone na pana Corneliusa.
Znalezienie przez Holmesa w pogorzelisku guzików od spodni zamordowanego również nie pomaga oczyścić McFarlane’a, lecz Holmes jest przekonany, że gospodyni pana Oldacre’a zataja jakąś informację. Jest przekonany, że to ona ma klucz do rozwiązania tej zagadki, i ma rację, ale nie potrzebuje jej do rozwiązania sprawy.
Triumf Lestrade’a wydaje się przesądzony, gdy odkrywa krwawy odcisk palca na ścianie w domu Oldacre’a. Jest pewien, że to wystarczy, aby skazać McFarlane’a. Odcisk oskarżonego się zgadza. Jednakże Holmes jest prawie pewny, że coś się nie zgadza: kiedy dzień wcześniej sprawdzał dom, był przekonany, iż odcisku tam wtedy nie było, a McFarlane był pod dozorem policji, odkąd aresztowano go na Baker Street. Zatem ktoś próbuje dokonać oszustwa.

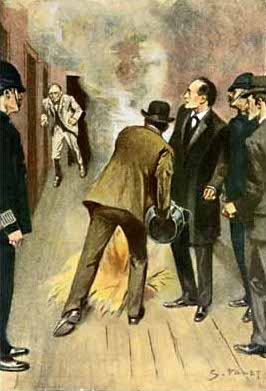
Holmes wywabia Oldacre’a z kryjówki

Raz jeszcze Holmes zaskakuje Lestrade’a swoimi nietypowymi metodami. Wznieca ogień w korytarzu na piętrze poprzez podpalenie kupki słomy (obok czuwał policjant z wiadrem wody) i nakazuje krzyczeć konstablom „pali się”. Lestrade, a także Watson są zdumieni tym, co się następnie dzieje: wciąż żywy pan Oldacre wyłania się ze swojej kryjówki, ukrytej komnaty na końcu korytarza – której istnienie wydedukował Holmes z różnicy długości pięter – i próbuje uciec. Wyrywając się, zostaje schwytany.
Rozwiązanie wyjaśnia, iż była to zemsta Oldacre’a na kobiecie, która odrzuciła go lata temu, matce McFarlane’a. Sprawca próbuje wmówić, że to był tylko żart, lecz zostaje aresztowany. Holmes gani Lestrade’a za zaniedbanie Blackheath, gdzie zdobył kluczowe informacje.
Co do pana Corneliusa, wobec którego Oldacre był tak hojny, Holmes wyjaśnia, że był nim sam Oldacre, który prowadził podwójne życie, by ostatecznie rozpocząć nowe życie z nową tożsamością. Konto bankowe „pana Corneliusa” zostanie przejęte przez wierzycieli Oldacre’a. Były przedsiębiorca przysięga zemstę Holmesowi, który ze spokojem lekceważy jego groźby.

## Szczegóły
Arthur Conan Doyle mieszkał w Norwood i zawarł w swojej historii kilka informacji na jego temat. Na przykład McFarlane spędził noc w The Anerley Arms, pubie, który istniał od 2011[?], ale z opuszczonym piętrem i innym zarządcą.
Jest to jedna z kilku historii o Holmesie, w których odcisk palca jest dobrą wskazówką. Pomysł woskowego odlewu odcisku palca został zapożyczony od Bertrama Fletchera Robinsona (1870-1907), który wspomógł także fabułę Psa Baskerville’ów (1901).
Na początku opowiadania, Watson wspomina dwie nie odnotowane sprawy, które Holmes prowadził w tamtym czasie:
- „Sprawa dokumentów byłego prezydenta Murillo”, które Conan Doyle opisał później jako „Przygoda w willi Wisteria”
- „Szokujący skandal holenderskiego parowca Friesland”, który był luźną inspiracją filmu z 1945 „Pursuit to Algiers” z Basilem Rathbonem w roli Holmesa.

## Różnice w adaptacji
Ekranizacja z Jeremym Brettem w roli Holmesa była wierna oryginalnej historii z pewnymi wyjątkami. W filmie Oldacre pali zwłoki zamordowanego przez siebie marynarza – włóczęgi. W opowiadaniu Holmes pozostawia tę sprawę bez rozstrzygnięcia traktując ją jakby lekceważąco:
A tak przy okazji może pan jednak zechce nam powiedzieć, co pan włożył do stosu drewna oprócz swoich spodni? Zdechłego psa? A może parę królików? Milczy pan? To bardzo nieuprzejmie! Skłonny jestem sądzić, że para królików byłaby najodpowiedniejsza, chociażby ze względu na krew. Jeśli kiedykolwiek opiszesz to, Watsonie, radzę ci wziąć pod uwagę króliki.
W wersji telewizyjnej pani McFarlane niedawno owdowiała, natomiast w opowiadaniu Doyle’a pan McFarlane żyje, lecz z dala od domu. W filmie Watson odkrywa płatności do Corneliusa, zaś w opowiadaniu Holmes. Wreszcie w filmie Holmes ostrzega McFarlane’a, że wszystko, co powie, może zostać użyte przeciwko niemu, w opowiadaniu czyni to Lestrade.